# Гварньери, Адриано
Адриа́но Гварнье́ри (итал. Adriano Guarnieri; 10 сентября 1947, Сустиненте, Италия) — итальянский композитор и преподаватель.

## Биография
Адриано Гварньери родился 10 сентября 1947 года в Сустиненте в Италии. Завершил музыкальное образование в Консерватории Джованни Баттисты Мартини в Болонье, где с отличием окончил класс хоровой музыки, под руководством Тито Готти и класс композиции, под руководством Джакомо Манцони.
Получил место композитора и дирижёра в Новом ансамбле Бруно Мадерны, основанным в 1975 году во Флоренции, с которым выступал в Венгрии, на Биеннале в Венеции, на фестивалях «Музыка в наше время» в Милане и «Фьезоланская весна» во Флоренции. Спустя некоторое время полностью посвятил себя композиторскому творчеству и педагогической деятельности. Преподавал композицию в консерваториях Милана, Флоренции, Пезаро и Болоньи, вёл семинары в музыкальных учебных заведениях США.
В конце 1980-х годов на сцене Городского театра Болоньи была поставлена его опера «Триумф ночи» (итал. Trionfo della notte) по либретто на стихи Пьер Паоло Пазолини. В 1987 году критики отметили эту работу композитора премией Франко Аббьяти, назвав лучшей премьерой года. Поэзии Пьер Пало Пазолини посвящены его известный «Ночной романс № 2» (итал. Romanza alla notte N.2) — концерт для скрипки с оркестром и «Глициния» (итал. Il glicine).
В 1995 году начал долгое сотрудничество с поэтом Джованни Рабони, вместе с которым создал «О чём скорбишь» (лат. Quare tristis), «Седые мысли» (итал. Pensieri canuti), «Страсти по Матфею» (итал.  Passione secondo Matteo). В 1993 году получил награду от города Монтепульчано за сочинение «Орфей пел с…» (итал. Orfeo… cantando tolse) по текстам Анджело Полициано. За оперу «Медея» (итал. Medea), экранизированную вместе с режиссёром Джорджо Барберио Корзетти, в 2002 году Адриано Гварньери получил вторую премию Франко Аббьяти.

## Награды
2 июня 2008 года в Риме был возведён в кавалеры ордена «За заслуги перед Итальянской Республикой».

## Творческое наследие
Творческое наследие композитора включает 4 оперы, многочисленные камерные и вокальные сочинения.